# Charles Coffey
Charles Coffey (mort le 13 mai 1745) était un dramaturge et compositeur irlandais.

## Œuvres
Ses plus fameux opéras sont :
- The Beggar’s Wedding (Le Mariage du mendiant) (1729)
- Devil Upon Two Sticks, or The Country Beau (Le Diable sur deux bâtons ou Le Beau pays) (1728)

Ses meilleures musiques incluent :
- The Devil to Pay (1731), d'après une pièce de Thomas Jevon.
- Ellen A Roon (1729), maintenant chantée sur de nouvelles paroles et connue sous le titre de Robin Adair.